# Ах-Пуч
Ах-Пуч (Ah Puch) — бог смерті у міфології мая, правитель Метнала, найнижчого рівня Шибальби (підземного царства). Також відомий як Хун-Ахау (Hun Ahau, де перший звук /a/ іноді нехтується, і слово вимовляється як «хунхау»). 

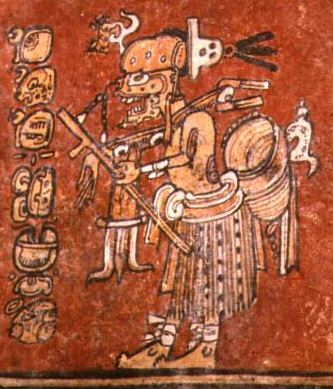
Ах-Пуч зображений як мисливець, класичний період

Крім нього в країні смерті мешкали Кумхав, Кісін, Вукуб-Камі, Чіміабак, Кікшік, Кікрішкак і багато інших.
Зображувався Ах-Пуч як старий у вигляді скелета або трупа, з чорними трупними плямами на тілі, прикрашеного дзвіночками, іноді з головою сови. На голові Ах-Пуч звичайно мав головний убір у формі голови каймана. Серед прикрас Ах-Пуча можна побачити людські кістки та очі, принесені йому в жертву. Мая дуже шанобливо ставилися до Ах-Пуча, приносили йому жертви, зображували його на домашньому начиння, вірили, що саме цей бог допомагає людям відродитися в новому житті
Навіть сьогодні деякі мексиканські та центральноамериканські мая вважають, що крики сов означають швидкий прихід смерті. Місцеве прислів'я каже:
|  | ісп. Cuando el tecolote canta… el indio muere (Коли сова співає, індіанець вмирає) |